# 萊昂斯鎮區 (密歇根州)
萊昂斯鎮區（英語：Lyons Township）是位於美國密歇根州愛奧尼亞縣的一個行政鎮區。

## 地方資料
萊昂斯鎮區的面積為95.70平方千米，當中陸地面積為93.80平方千米，而水域面積為1.90平方千米。根據2020年美國人口普查的數據，當地共有人口3513人，而人口密度為每平方千米36.71人。